# Margonem
Margonem – gra komputerowa z gatunku MMORPG rozgrywana w przeglądarce internetowej. Została stworzona w 2006 roku przez grupę studentów Politechniki Śląskiej, jako temat pracy magisterskiej jednego z nich. Prawa autorskie do produkcji należą do spółki Garmory. Początkowo Margonem było projektem niekomercyjnym, rozwijanym dla własnej przyjemności twórców. Z czasem, dzięki napływowi graczy, przekształciło się w projekt komercyjny. Margonem to gra oparta na grafice 2D. Uczestnictwo w grze jest bezpłatne, jednakże Margonem oferuje wirtualną walutę o nazwie Smocze Łuski (dawniej Smocze Łzy), która dostępna jest głównie dzięki mikropłatnościom.

## Rozgrywka
Świat gry obejmuje dziewięć miast. W skład nich wchodzą Ithan, Torneg, Karka-han, Werbin, Eder, Mythar, Nithal, Tuzmer i Thuzal. W miastach znajduje się większość NPC, zlecających graczom zadania do wykonania, posiadających sklepy, rozwijających ich umiejętności. Te lokacje to miejsca, w których gracze pojawiają się po śmierci swojego bohatera. Wokół nich znajdują się tereny, na których gracze mogą zdobywać doświadczenie poprzez zabijanie występujących tam potworów.

### Przebieg gry
Akcja gry toczy się w krainie zwanej Margonem. Podczas rejestracji każdy gracz może wybrać jedną z sześciu dostępnych profesji: wojownika, paladyna, tancerza ostrzy, maga, łowcę lub tropiciela, co wpływa na dalszą rozgrywkę, ponieważ każda z nich ma inne umiejętności, atuty i dostępne przedmioty. Gracz eksplorując krainę zdobywa doświadczenie i przedmioty za zabijanie potworów oraz wykonywanie questów. Zdobywając nowe poziomy, rozwija swojego bohatera, podnosząc mu statystyki oraz ucząc się nowych umiejętności. Otrzymywane z walk przedmioty stanowią elementy ekwipunku. Głównymi źródłami dochodów są sprzedaże przedmiotów na aukcjach, nagrody za wykonanie zadań oraz sprzedaż łupów za złoto w sklepie NPC. Interakcja z innymi graczami realizowana jest poprzez rozmowy na czacie gry, wspólne walki ze stworami, wojny klanowe lub walki PvP. Konsekwencją śmierci w walce jest konieczność odczekania określonego czasu, aż bohater odzyska przytomność. Czas ten zależny jest od poziomu doświadczenia postaci. Im większy poziom posiada bohater, tym dłużej musi czekać na ocknięcie się.

## Rozwój
Od 2006 roku Margonem funkcjonowało w oparciu o silnik PHP po stronie serwera oraz DHTML po stronie klienta. W 2008 roku wydajność PHP okazała się niewystarczająca do obsłużenia wzrastającej liczby graczy, dlatego rozpoczęto prace nad przepisaniem silnika gry w języku C++. Od 2010 roku Margonem oparty jest na silniku napisanym w języku C++ oraz nowym kliencie napisanym w HTML przy użyciu biblioteki jQuery. Oprawa graficzna gry jest dwuwymiarowa i wykonana metodą pixel art. Najczęściej wykorzystywanym formatem graficznym jest GIF z przezroczystością. Grafika stylistyką nawiązuje do programu RPG Maker XP. Mapy oparte są na tzw. tilesetach (zestawach grafik do gry), których kafelki posiadają rozmiar 32x32 pikseli.

## Odbiór
Ze statystyk gry wynika, że Margonem ma ok. 300 tysięcy graczy, którzy prowadzą rozgrywkę w ramach 17 światów oficjalnych oraz 38 prywatnych. 18 listopada 2011 roku Margonem uplasowało się na 6. miejscu rankingu najpopularniejszych gier online w Polsce według portalu Komputer Świat. 16 października 2013 roku ujawniono informację, że w listopadowym numerze magazynu CD-Action pojawi się artykuł o Margonem, natomiast 3 marca 2014 roku gra została opisana w miesięczniku PC Format.
Producent był krytykowany przez społeczność graczy z powodu coraz większego problemu z botami w grze.